# Тарасов Георгій Тарасович
Гео́ргій Тара́сович Тара́сов (5 грудня 1924 — 14 вересня 2005) — радянський воєначальник, генерал-полковник (16.12.1982).

## Життєпис
Народився в селі Мяшлєво, нині Торопецького району Тверської області Росії, в багатодітній селянській родині. Росіянин. У 8-ми річному віці залишився без матері. У 1941 році закінчив 9 класів Плоскошської середньої школи.
22 липня 1941 року добровільно, приховавши справжній вік, звернувся до Плоскошського РВК і був призваний до РСЧА.
Учасник німецько-радянської війни з серпня 1941 року. Воював у складі розвідроти 133-ї мотострілецької дивізії на Резервному фронті. 21 вересня 1941 року був поранений і переправлений у шпиталь. Після одужання, у листопаді 1941 року, зарахований навідником 82-мм міномету 542-го стрілецького полку 111-ї стрілецької дивізії 2-ї ударної армії Волховського фронту. При проведенні Любанської операції в січні 1942 року потрапив в оточення, був поранений в голову.
У червні 1942 року направлений на тримісячні курси підготовки молодших лейтенантів, по закінченні яких у вересні того ж року отримав військове звання лейтенанта і призначений командиром мінометного взводу 2-ї мінометної роти 1247-го стрілецького полку 377-ї стрілецької дивізії. Член ВКП(б) з 1943 року. Воював на Волховському, Ленінградському, 3-му та 2-му Прибалтійських фронтах. Закінчив війну на посаді командира 1-ї мінометної роти 1-го стрілецького батальйону того ж полку.
У повоєнний час продовжив військову кар'єру. Командував мінометною ротою в Ленінградському військовому окрузі, у Групі радянських окупаційних військ у Німеччині (ГРВН). У 1949 році закінчив однорічні офіцерські курси і отримав військове звання майор.
У 1952 році й у 1956 році з відзнакою закінчив Військову академію тилу і транспорту. Після закінчення академії направлений до Київського військового округу, де обіймав посади заступника командира полку із забезпечення і заступника командира 72-ї мотострілецької дивізії з тилу. З 1962 року — підполковник.
У 1967 році закінчив Військову академію Генерального штабу ЗС СРСР. Виконував обов'язки заступника командира з тилу 27-го стрілецького корпусу Закавказького військового округу. З 1968 року — заступник командувача 4-ю армією з тилу. У 1971 році відряджений до Єгипту, де обіймав посаду старшого радника начальника тилу Збройних сил Єгипту. Повернувшись у 1972 році в СРСР, обіймав посаду заступника командувача Прибалтійським військовим округом — начальником тилу округу. У 1974—1979 роках — заступник головнокомандувача ГРВН з тилу — начальник тилу ГРВН. З січня 1979 року генерал-лейтенант Г. Т. Тарасов — заступник начальника Тилу ЗС СРСР.
У 1989 році генерал-полковник Г. Т. Тарасов вийшов у відставку. Мешкав у Москві, де й помер. Похований на Троєкурівському цвинтарі.

## Нагороди
Нагороджений орденами Жовтневої революції, Червоного Прапора, Вітчизняної війни 1-го (11.03.1985) та 2-го (09.04.1945) ступенів, тричі Червоної Зірки (21.02.1944, …), «За службу Батьківщині у Збройних силах СРСР» 3-го ступеня і медалями. Також нагороджений низкою іноземних нагород.